# アグリジェント
アグリジェント（イタリア語: Agrigento ( 音声ファイル)）は、イタリア共和国のシチリア島南部にある都市で、その周辺地域を含む人口約5万9000人の基礎自治体（コムーネ）。アグリジェント県の県庁所在地でもある。
古代ギリシアの植民都市アクラガスに起源を持ち、山の稜線に沿って当時の遺跡が現在も残る。「神殿の谷」は「アグリジェントの考古学地域」として、ユネスコの世界遺産（文化遺産）に登録されている。

## 名称
Agrigento は [aɡriˈʤɛnto] と発音される。
イタリア語以外の言語では以下の名称を持つ。
- シチリア語: Girgenti （ジルジェンティ）

歴史上は以下の名で呼ばれた。
- 古代ギリシア語: Ἀκράγας （アクラガス）
- ラテン語: Agrigentum （アグリゲントゥム）

1929年まではジルジェンティが正式名であったが、ラテン語名の Agrigentum をイタリア語に変化させた現在の名とされた。

## 地理

### 位置・広がり
アグリジェントの市街は、丘陵の南側斜面に位置する。カルタニッセッタから南西へ約47km、州都パレルモから南南東へ約92km、トラーパニから南東へ約122km、シラクサから西北西へ約154kmの距離にある。

#### 隣接コムーネ
- アラゴーナ
- カットーリカ・エラクレーア
- ファヴァーラ
- ヨッポロ・ジャンカークシオ
- モンタッレグロ
- ナーロ
- パルマ・ディ・モンテキアーロ
- ポルト・エンペードクレ
- ラッファダーリ
- レアルモンテ
- サンタンジェロ・ムクサーロ
- シクリアーナ

- Porta di Ponte

## 歴史
アグリジェントは紀元前580年頃マグナ・グラエキア時代に古代ギリシャ人によって建設された植民都市アクラガス（Ἀκράγας / Akragas）に起源を発する。その頃の遺跡が現在まで残っており、美しい景観となっている。また、哲学者のエンペドクレスの出身地としても有名である。紀元前406年、カルタゴによっていったん亡ぼされる。
第一次ポエニ戦争中の紀元前262年から紀元前261年にかけて、この都市をめぐって共和政ローマとカルタゴの間で大規模な戦い（アグリゲントゥムの戦い）が行われた。この戦いでローマは勝利を収め、ローマによるシチリア島支配が始まった。

## 行政

### 分離集落
アグリジェントには、以下の分離集落（フラツィオーネ）がある。
- Fiumenaro, Fontanelle, Giardina Gallotti, Montaperto, San Leone, Villaggio Peruzzo, Villaggio Mosè, San Michele, Villaseta, Monserrato

## みどころ
町の周辺の小高い丘には神殿があり、その中でも有名な「神殿の谷」では、春になるとオレンジの木の花の心地よい香りが広がり、楽しむことができる。かつて20近くのそれぞれの神を祀る神殿が作られ、現在も稜線に沿って多数の遺跡が残っている。
神殿を利用してファッションショーなどが開かれることもある。また「アグリジェントの考古学地域」として1997年に世界遺産に登録されている。コンコルディア神殿はかつて教会に転用されたため比較的保存状態が良く、古代ギリシャ神殿の最高傑作とも称される。
- サン・ロレンツォ教会
- コンコルディア神殿
- ユーノー神殿

## 姉妹都市
- ヴァランシエンヌ、ノール県、フランス
- ペルミ、沿ヴォルガ連邦管区、ロシア
- タンパ、フロリダ州、アメリカ合衆国

## 人物

### 著名な出身者
- エンペドクレス - 紀元前5世紀の自然哲学者。
- ルイジ・ピランデルロ - 19-20世紀の作家。ノーベル文学賞受賞者。